# Miss Narcissist
Singles de Courtney Love
You Know My Name/Wedding Day
(2014)
Miss Narcissist est une chanson de musicienne américaine de rock alternatif Courtney Love. Le single est sorti en téléchargement le 18 mai 2015. Le vinyle, dispose d'une piste face-b, intitulée Killer Radio.

## Liste des titres

### Téléchargement
- Miss Narcissist - 3:09

### Format 7 vinyle
- Miss Narcissist - 3:09
- Killer Radio